# 索勒蒙
索勒蒙（法語：Solemont，法語發音：[sɔlmɔ̃]）是法国杜省的一个市镇，属于蒙贝利亚尔区。

## 地理
索勒蒙（47°20'38"N, 6°42'15"E）面积8.09 平方千米，位于法国勃艮第-弗朗什-孔泰大區杜省，该省份为法国东部内陆省份，北起上索恩省，西接汝拉省，东部及东南部与瑞士接壤，东北部与贝尔福地区省接壤。
与索勒蒙接壤的市镇（或旧市镇、城区）包括：雷蒙当-韦夫尔、莱泰尔德绍、当布兰、弗勒、讷沙泰勒于蒂耶尔、佩瑟、瓦洛讷。

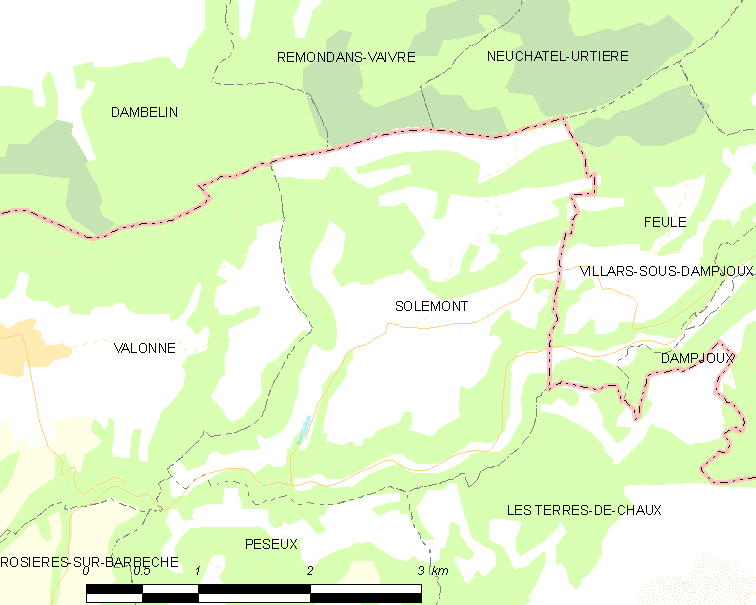
索勒蒙的OSM定位图

索勒蒙的时区为UTC+01:00、UTC+02:00（夏令时）。

## 行政
索勒蒙的邮政编码为25190，INSEE市镇编码为25548。

## 政治
索勒蒙所属的省级选区为瓦朗蒂涅县。

## 人口

1962-2008年间索勒蒙人口变化图示

索勒蒙于2022年1月1日时的人口数量为133人。